# Joe Mercer

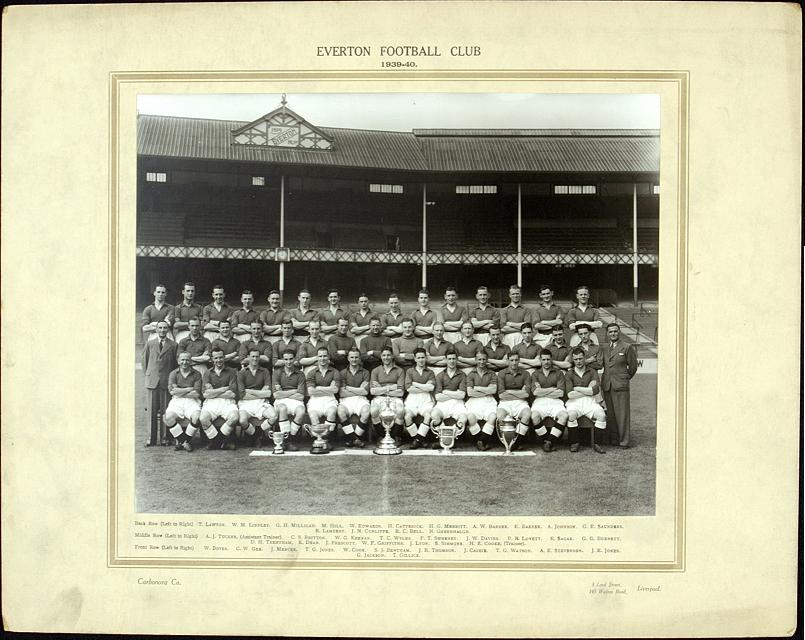
Joe Mercer

Joe Mercer, född 9 augusti 1914 i Ellesmere Port, Cheshire, död 9 augusti 1990, var en engelsk fotbollsspelare och -tränare.
Joe Mercer inledde karriären i Ellesmere Port FC. Han spelade vänsterhalv och var känd för sina hårda tacklingar och för sin förmåga att förutse motståndarnas drag. Han kom till Everton som 18-åring i september 1932 och tog en fast plats i laget säsongen 1935/36. Mercer spelade 186 matcher för Everton, gjorde två mål och blev ligamästare 1939. Under denna tid spelade han fem landskamper för England.
Liksom många andra i hans generation, gick Mercer miste om sju säsongers ligaspel på grund av andra världskriget. Under kriget spelade han 26 landskamper (dessa räknas inte som officiella). Evertons manager Theo Kelly anklagade Mercer för att inte göra sitt bästa i en landskamp mot Skottland. I själva verket led Mercer av en broskskada. Trots att en ortoped hade tittat på skadan, trodde Evertons ledning inte på honom, och Mercer fick betala för operationen själv, trots 14 år i klubben. Detta bidrog till att han flyttade till Arsenal 1946 för 9 000 pund.
I Arsenal blev Mercer snabbt lagkapten och vann FA-cupen 1950 samt blev ligamästare 1948 och 1953. Han hade bestämt sig för att sluta spela i maj 1953, men ångrade sig och återkom inför säsongen 1953/54. Efter att brutit benet på två ställen i en match mot Liverpool, fick han dock lägga skorna på hyllan för gott. Totalt spelade Mercer 275 matcher för Arsenal och blev utsedd till Årets spelare i England 1950.
Hans tränarkarriär började mindre bra, då Sheffield United åkte ner i division två. Det skulle dock gå bättre i Aston Villa, där han byggde upp ett lag bestående av unga, lovande spelare. Han kom till Aston Villa 1958 och ledde laget till seger i den första Ligacupen 1961. 1964 var han dock tvungen att lämna Villa, då han hade problem med hälsan.
Hälsan förbättrades dock, och Mercer kom att fira stora framgångar med Manchester City. Under Mercers tid i klubben vann City ligan 1968, FA-cupen 1969, Ligacupen 1970 och Cupvinnarcupen 1970.
Under 1974 var han förbundskapten för engelska landslaget under en kort period efter att Alf Ramsey fått sparken. Mercer belönades med Brittiska Imperieorden, OBE, 1976.